# Rachicerus bilineus
Rachicerus bilineus är en tvåvingeart som först beskrevs av Walker 1861.  Rachicerus bilineus ingår i släktet Rachicerus och familjen vedflugor.
Artens utbredningsområde är Moluckerna. Inga underarter finns listade i Catalogue of Life.